# Maxitérmino
Un maxitérmino o maxtérmino (maxterm) consiste únicamente en una expresión algebraica booleana de disyunción lógica de una serie de variables booleanas, cada una de las cuales puede estar negada o no. Como es una disyunción lógica, solamente se evalúa como falsa ({\displaystyle 0}) para una única combinación de esas variables.
Un maxitérmino se forma sumando (OR lógico) todas las variables, negando aquellas que valen {\displaystyle 1} en la combinación para la cual el maxitérmino vale {\displaystyle 0}. Para n variables booleanas, existen {\displaystyle 2^{n}} maxitérminos, uno para cada posible combinación de ellas. Se emplean para expresar una función lógica en forma canónica conjuntiva.
Los maxitérminos son una expresión dual de los minterm, donde, en vez de usar operaciones OR, se utilizan operaciones AND, procediendo de forma similar.

## Notación
Asumiendo un determinado orden para las variables, un maxitérmino puede denotarse abreviadamente como {\displaystyle M_{i}}, valiendo {\displaystyle 0} sólo para la combinación de variables booleanas que codifican en base 2 el número decimal {\displaystyle i}. Tal codificación establece una correspondencia entre las variables y los dígitos, de forma que a cada variable negada en el maxitérmino, corresponde un dígito {\displaystyle 0} en la misma posición y si no, un {\displaystyle 1}.
Por ejemplo:
- Para 3 variables {\displaystyle \{a,b,c\}}, el maxitérmino {\displaystyle M6} será aquel que solamente vale {\displaystyle 0} para la combinación {\displaystyle abc=110} (6 en base 2), esto es, {\displaystyle M6={\bar {a}}+{\bar {b}}+c}.
- Para 4 variables {\displaystyle {a,b,c,d}}, el maxitérmino {\displaystyle M6} es {\displaystyle M6=a+{\bar {b}}+{\bar {c}}+d} (0110=6).
- El maxitérmino {\displaystyle M13} para 5 variables será {\displaystyle M13=a+{\bar {b}}+{\bar {c}}+d+{\bar {e}}} (01101=13)

Por ejemplo, los siguientes términos canónicos son maxtérminos:
{\displaystyle a+{\bar {b}}+c}
{\displaystyle {\bar {a}}+b+c}

## Forma canónica conjuntiva
Una función lógica puede expresarse en forma canónica conjuntiva, es decir como producto de todos sus maxitérminos, representada así: {\displaystyle \Pi M(x_{1},...,x_{n})}, donde los valores {\displaystyle x_{1},...,x_{n}} son el número de las filas de la tabla de verdad en que el resultado es {\displaystyle 0}.
Ejemplo{\displaystyle \Pi M(1,2)} corresponde a la función cuyo resultado se representa en la siguiente tabla de verdad porque las filas codificadas en binario como {\displaystyle 1} y {\displaystyle 2} (segunda y tercera) tienen como valor 0:
| {\displaystyle x_{1}\;} | {\displaystyle x_{2}\;} | Resultado |
| ----------------------- | ----------------------- | --------- |
| 0                       | 0                       | 1         |
| 0                       | 1                       | 0         |
| 1                       | 0                       | 0         |
| 1                       | 1                       | 1         |

Por ejemplo, el maxitérmino {\displaystyle {\bar {a}}+b+{\bar {c}}\;} sólo vale {\displaystyle 0} para la combinación {\displaystyle a=1}, {\displaystyle b=0} y {\displaystyle c=1}. Para cualquier otra combinación, esa expresión vale {\displaystyle 1}.

### Ejemplo
Basados en una función de 3 variables (a, b, c), y considerando la dificultad de poner el negado de una variable como una barrita superior (aunque el apóstrofe es también utilizado), tenemos lo siguiente:
f(a,b,c) = (a+bc+ac)b <-Forma no normalizada
Puede expresarse en maxitérminos, por lo cual demanda una interpretación normalizada de Producto de Sumas (Normalizada = PS)
| Expresión                         | Comentarios                                             |
| --------------------------------- | ------------------------------------------------------- |
| = (a+bc+ac)b                      | Variable "a" separa la multiplicación a su lado derecho |
| = [(a+b)(a+c)+ac]b                | Variable "ac" se incluye en cada suma a su izquierda    |
| = (ac+a+b)(ac+a+c)b               | Variables "ac separadas por las sumas a su lado         |
| = (a+b+a)(a+b+c)(a+c+a)(a+c+c)(b) | Eliminar términos por ley de identidad                  |
| = (a+b+c)(a+c)(b)                 | Forma normalizada                                       |

Puede expresarse en maxitérminos de forma normalizada como un producto de sumas (forma canónica conjuntiva):
| Expresión                                           | Comentarios                                 |
| --------------------------------------------------- | ------------------------------------------- |
| = (a+b+c)(a+c)(b)                                   | Agregar variables faltantes a cada término  |
| = (a+b+c)(a+c+bb)(b+aa+cc)                          | Despejar en la forma PS                     |
| = (a+b+c)(a+c+b)(a+c+b)(a+b+c)(a+b+c)(a+b+c)(a+b+c) | Eliminar términos idénticos                 |
| = (a+b+c)(a+b+c)(a+b+c)(a+b+c)(a+b+c)               | Forma canónica                              |
| = M2 * M0 * M4 * M1 * M5                            | Forma expresada en producto de maxitérminos |
| = M(0,1,2,4,5)                                      | Forma en función de maxitérminos            |

+De este modo tenemos los maxitérminos, lo cual facilita (sobre todo cuando son 3 o más variables) encontrar la solución de la función. En la tabla de verdad, los maxitérminos se representan con un 0 cuando están presentes. Recordemos que cada negado en cada término vale 1.
+He aquí la comprobación:
| a | b | c | (a+bc+ac)b | Max |
| - | - | - | ---------- | --- |
| 0 | 0 | 0 | 0          | 0   |
| 0 | 0 | 1 | 0          | 0   |
| 0 | 1 | 0 | 0          | 0   |
| 0 | 1 | 1 | 1          | 1   |
| 1 | 0 | 0 | 0          | 0   |
| 1 | 0 | 1 | 0          | 0   |
| 1 | 1 | 0 | 1          | 1   |
| 1 | 1 | 1 | 1          | 1   |

Recuerde que la lógica empleada en los maxitérminos es exactamente opuesta a la aplicada en los minitérminos.